# Music Box (musikalbum)
Music Box, är  artisten Mariah Careys tredje album, utgivet i augusti 1993.

## Låtlista
| Nr                           | Titel                          | Låtskrivare                    | Längd |
| ---------------------------- | ------------------------------ | ------------------------------ | ----- |
| 1.                           | "Dreamlover"                   | Carey, Dave Hall               | 3:53  |
| 2.                           | "Hero"                         | Carey, Walter Afanasieff       | 4:19  |
| 3.                           | "Anytime You Need A Friend"    | Carey, Afanasieff              | 4:25  |
| 4.                           | "Music Box"                    | Carey, Afanasieff              | 4:57  |
| 5.                           | "Now That I Know"              | Carey, Clivillés, Cole         | 4:19  |
| 6.                           | "Never Forget You"             | Carey, Babyface, Daryl Simmons | 3:46  |
| 7.                           | "Without You"                  | Peter Ham, Tom Evans,          | 3:36  |
| 8.                           | "Just To Hold You Once Again"  | Carey, Afanasieff              | 4:00  |
| 9.                           | "I've Been Thinking about You" | Carey, Clivillés, Cole         | 4:48  |
| 10.                          | "All I've Ever Wanted"         | Carey, Afanasieff              | 3:51  |
| Europa, Australien och Asien |                                |                                |       |
| 11.                          | "Everything Fades Away"        | Carey, Afanasieff              | 5:25  |
| Kanada                       |                                |                                |       |
| 11.                          | "Do You Think of Me"           | Carey, Afanasieff              | 4:45  |
| Latinamerika                 |                                |                                |       |
| 11.                          | "Héroe" (Hero på spanska)      | Carey, Afanasieff              | 4:19  |